# Yosef Almogi
Yosef Aharon Almogi, född den 5 maj 1910 i Hrubieszów i nuvarande Polen, död den 2 november 1991 i Haifa, var en israelisk politiker som satt i Knesset 1955-1977.